# Риу-Фриу (Браганса)
Риу-Фриу (порт. Rio Frio) — бывший район (фрегезия) в Португалии, входил в округ Браганса. Являлся составной частью муниципалитета Браганса. По старому административному делению входил в провинцию Траз-уж-Монтиш и Алту-Дору. Входил в экономико-статистический субрегион Алту-Траз-уш-Монтеш, который входит в Северный регион. Население составляло 232 человека на 2001 год. Занимал площадь 34,40 км².
При реорганизации 2012—2013 годов был объединён с Мильяном. 
Покровителем района считается Дева Мария (порт. Nossa Senhora da Assunção).